# Мстислав (Дячина)
Епи́скоп Мстисла́в (в миру Михаи́л Валериа́нович Дячи́на; род. 11 ноября 1967, Вишневец, Тернопольская область) — епископ Русской православной церкви, епископ Тихвинский и Лодейнопольский (с 2013). Настоятель Александро-Свирского монастыря.

## Биография
Родился 11 ноября 1967 года в посёлке Вишневец Збаражского района Тернопольской области. Его отец, оба деда и прадед были священнослужителями. В детстве помогал отцу в алтаре, пёк просфоры. «Под покровом Царицы Небесной и Иова Почаевского, посещая Почаевскую лавру, с благодарностью вспоминаю своих наставников протоиерея Николая Мышаковского и архимандрита Сильвестра и их напутствия к моему стремлению быть священником».
После окончания школы в 1985—1987 годах приходил срочную службе в Советской Армии в посёлке Черноголовка. Перед увольнением ему удалось посетить Троице-Сергиеву лавру и приложиться к мощам преподобного Сергия Радонежского: «воспоминание об этом первом посещении навсегда осталось в моем сердце».
Служение в Церкви начал с должности иподиакона архиепископа Псковского и Порховского Владимира (Котлярова). По собственному признанию «После принятия меня архиепископом Псковским и Порховским Владимиром на должность иподиакона в Псково-Печерском монастыре, в обители преподобномученика Корнилия, я утвердился в своем желании избрать монашеское служение».
В 1988 году поступил в Ленинградскую духовную семинарию. Во время обучения в Санкт-Петербургской духовной семинарии был чтецом Свято-Троицкого собора Александро-Невской лавры.
В 1992 году окончил Ленинградскую духовную семинарию, после чего поступил в Санкт-Петербургскую духовную академию, по окончании которой в 1996 году был назначен заведующим канцелярией Санкт-Петербургской епархии.
26 марта 1998 году принял монашеский постриг с именем Мстислав в честь благоверного князя Мстислава во святом крещении Георгия Храброго Новгородского.
12 апреля 1998 году митрополитом Санкт-Петербургским и Ладожским Владимиром был хиротонисан во иеродиакона, а 4 декабря 1998 года — во иеромонаха.
19 июля 1999 года решением Священного синода назначен настоятелем Коневского Рождество-Богородичного монастыря. 6 октября 2001 года решением Священного Синода освобождён от должности настоятеля Рождество-Богородицкого Коневского мужского монастыря по состоянию здоровья.
Был штатным священником Николо-Богоявленского собора, настоятелем храма Александра Невского в Конституционном суде.
3 апреля 2007 года к празднику Пасхи возведён в достоинство игумена.
С 2007 года — секретарь епархиального управления.
28 октября 2011 года указом митрополита Санкт-Петербургского и Ладожского Владимира назначен благочинным Лодейнопольского округа Санкт-Петербургской епархии и исполняющим обязанности настоятеля Александро-Свирского монастыря с сохранением должности секретаря епархии. Данные должности оказались вакантными в связи с хиротонией ранее занимавшего их архимандрита Лукиана (Куценко).

### Архиерейство

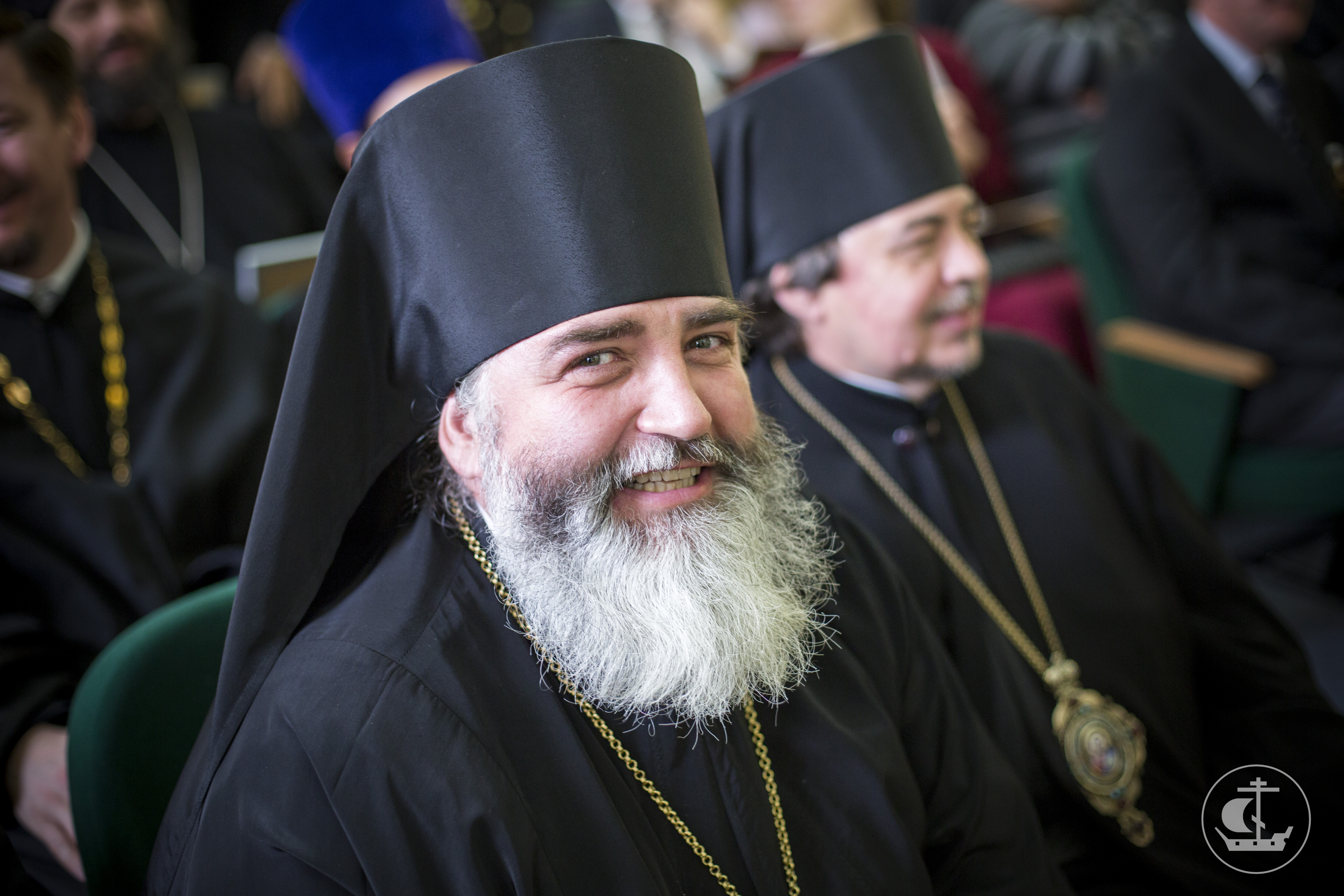
на Годичном акте СПбДА. 9 октября 2013 года

16 марта 2012 года постановлением Священного синода назначен настоятелем Александро-Свирской обители и определён епископом Лодейнопольским, викарием Санкт-Петербургской епархии.
1 апреля того же года в храме Казанской иконы Божией Матери в Вырице Гатчинского района Ленинградской области митрополит Владимир (Котляров) возвёл его в достоинство архимандрита и вручил ему игуменский жезл.
23 апреля 2012 года в храме Всех святых, в земле Российской просиявших, Патриаршей и Синодальной резиденции в Даниловом монастыре был наречён во епископа.
22 мая 2012 года в верхнем храме в честь Богоявления Господня петербургского Николо-Богоявленского Морского собора хиротонисан во епископа Лодейнопольского, викария Санкт-Петербургской епархии. Хиротонию совершили патриарх Московский и всея Руси Кирилл, митрополит Санкт-Петербургский и Ладожский Владимир (Котляров), митрополит Восточно-Американский и Нью-Йоркский Иларион (Капрал), митрополит Саранский и Мордовский Варсонофий (Судаков), митрополит Волоколамский Иларион (Алфеев), митрополит Тверской и Кашинский Виктор (Олейник), архиепископ Берлинско-Германский и Великобританский Марк (Арндт), архиепископ Виленский и Литовский Иннокентий (Васильев); архиепископ Севастийский Феодосий (Ханна) (Иерусалимский Патриархат); епископ Каширский Иов (Смакоуз), епископ Гатчинский Амвросий (Ермаков), епископ Петергофский Маркелл (Ветров), епископ Солнечногорский Сергий (Чашин), епископ Выборгский Назарий (Лавриненко), епископ Ейский Герман (Камалов), епископ Ханты-Мансийский и Сургутский Павел (Фокин), епископ Амурский и Чегдомынский Николай (Ашимов).
С 11 по 25 июня 2012 года в Общецерковной аспирантуре и докторантуре проходил курсы повышения квалификации для новопоставленных архиереев.
Решением Священного Синода от 12 марта 2013 года определено преосвященному епископу Мстиславу быть епископом Тихвинским и Лодейнопольским, правящим архиереем вновь образованной епархии, включённой в состав Санкт-Петербургской митрополии.
С 2017 года является настоятелем Свято-Людмиловского единоверческого прихода Санкт-Петербурга при подворье Александро-Свирского мужского монастыря на пер. Челиева, 10, в Санкт-Петербурге

## Награды
- Орден святой Анны 2-й степени («Российский императорский дом» 15 апреля 2012[14])
- Почётный знак «За заслуги перед Тихвинским районом» (9 июля 2016, Администрация Тихвинского муниципального района Ленинградской области)[15]
- орден преподобного Серафима Саровского III степени (30 ноября 2017) — «в связи с 50-летием со дня рождения»[16]